# National War Museum (Malta)
National War Museum (maltsky Mużew Nazzjonali tal-Gwerra) se nachází v pevnosti Saint Elmo ve Vallettě na Maltě a patří k nejnavštěvovanějším muzeím v zemi. Mezi lety 1975 a 2014 se sbírková činnost soustředila především na období první a druhé světové války. Po rekonstrukci v roce 2015 sbírky zahrnují předměty z doby bronzové až do roku 2004.